# Tarik Oulida
Tarik Oulida (Amsterdam, 19 de gener de 1974) és un exfutbolista holandés, amb arrels marroquines. Ocupava la posició de migcampista. Va sorgir del planter de l'Ajax d'Amsterdam, per militar després al Sevilla FC, Nagoya Grampus, CS Sedan o ADO Den Haag. entre d'altres.

## Clubs
| temporada | club                 | país          | competició      | partits | gols |
| --------- | -------------------- | ------------- | --------------- | ------- | ---- |
| 1992/93   | AFC Ajax             | Països Baixos | Eredivisie      | 6       | 1    |
| 1993/94   | AFC Ajax             | Països Baixos | Eredivisie      | 9       | 2    |
| 1994/95   | AFC Ajax             | Països Baixos | Eredivisie      | 2       | 0    |
| 1995/96   | FC Sevilla           | Espanya       | Primera Divisió | 5       | 0    |
| 1996/97   | FC Sevilla           | Espanya       | Primera Divisió | 10      | 3    |
| 1997/98   | FC Sevilla           | Espanya       | Primera Divisió | 28      | 1    |
| 1998      | Nagoya Grampus Eight | Japó          | J-League        | 13      | 2    |
| 1999      | Nagoya Grampus Eight | Japó          | J-League        | 27      | 5    |
| 2000      | Nagoya Grampus Eight | Japó          | J-League        | 15      | 1    |
| 2001      | Nagoya Grampus Eight | Japó          | J-League        | 28      | 1    |
| 2002      | Nagoya Grampus Eight | Japó          | J-League        | 5       | 1    |
| 2002/03   | CS Sedan Ardennes    | França        | Ligue 1         | 21      | 1    |
| 2003      | Consadole Sapporo    | Japó          | J-League        | 13      | 1    |
| 2003/2004 | ADO Den Haag         | Països Baixos | Eredivisie      | 8       | 0    |